# Paul Le Drogo

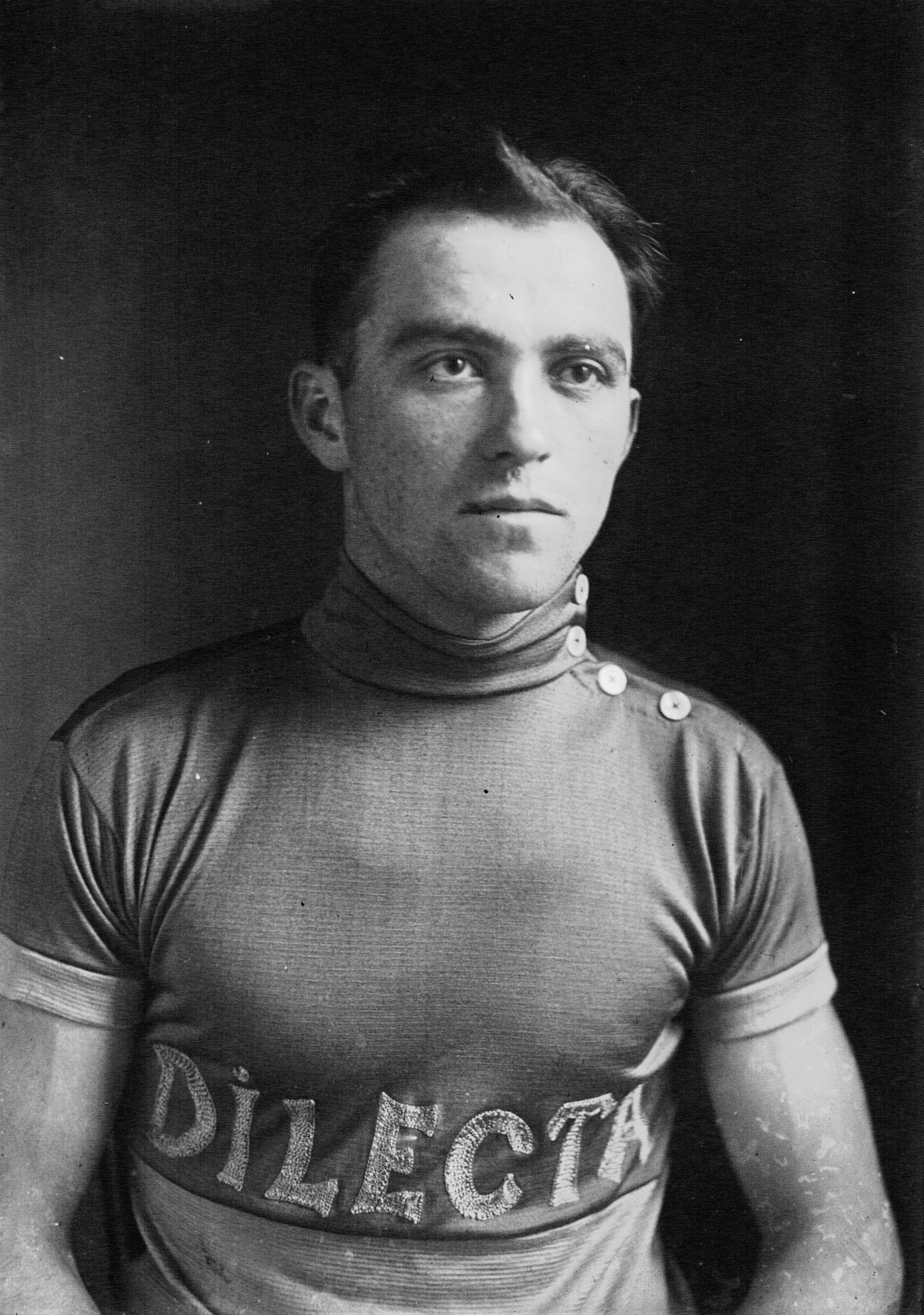
Paul Le Drogo (1926)

Paul Le Drogo (* 16. Februar 1905 in Pontivy; † 25. Juli 1966 in Sarzeau) war ein französischer Radrennfahrer.

## Sportliche Laufbahn
Le Drogo wurde 1927 Berufsfahrer im Radsportteam Dilecta-Wolber und blieb bis 1939 als Radprofi aktiv. Le Drogo gewann in seiner Laufbahn einige Eintagesrennen, so Paris–Le Havre 1929, Paris–Rennes 1930, den Circuit de la Manche 1932. 1928 war er im Etappenrennen Grand Prix de la Sarthe (einem Vorgänger des Circuit Cycliste Sarthe) erfolgreich. Etappensiege holte er in den Rennen Circuit des villes d’eaux d'Auvergne 1930, in der Tour de l’Ouest 1932, 1933, 1934 und 1937. Aus diesen Erfolgen ragt der Etappensieg in der Tour de France 1929 heraus. 1927 wurde er französischer Vize-Meister im Querfeldeinrennen hinter Charles Pélissier.
Die Tour de France bestritt er dreimal. 1927, 1929 und 1932 schied er jeweils aus.